# ディエゴ・シメオネ
ディエゴ・パブロ・シメオネ・ゴンサレス（Diego Pablo Simeone González、スペイン語発音：[ˈdjeɣo ˈpaβlo simeˈone]、イタリア語発音：[ˈdjeːɡo simeˈoːne]、1970年4月28日 - ）は、アルゼンチン・ブエノスアイレス出身の元サッカー選手、現サッカー指導者。リーガ・エスパニョーラ2011-12シーズン途中の2011年12月から、スペインのアトレティコ・マドリードの監督を務める。元アルゼンチン代表。現役時代のポジションはミッドフィールダー。愛称はチョロ（El Cholo [el ˈtʃolo]）。
スペインのアトレティコ・マドリードやイタリアのインテル・ミラノ、ラツィオなどで活躍した。アルゼンチン代表として、史上初めて100試合出場を達成し、現在も歴代4位の出場試合数を誇る。現役時代のポジションは守備的ミッドフィールダー。豊富な運動量でピッチの至る所に顔を出すプレースタイルから、14歳の時に監督から「チョロ」（El Cholo、インディオの意）というあだ名を付けられた。このあだ名はかつてボカ・ジュニアーズでプレーした同姓の選手、カルメロ・シメオネのあだ名を引用したものだが、ディエゴとカルメロの間に血縁関係はない。
アトレティコ・マドリードの監督として、ラ・リーガ歴代3位の323試合以上を指揮し、勝利数はクラブ史上最多の200勝を達成している。リーグ中位に沈んでいたクラブを、就任から10シーズン連続でリーグ3位以内とUEFAチャンピオンズリーグ出場を果たし、2度のUEFAチャンピオンズ・リーグ決勝進出、コパ・デル・レイ、2度のラ・リーガ 、スーペル・コパ 、UEFAヨーロッパ・リーグ、UEFAスーパー・カップで計8つのタイトルを獲得し、アトレティコ史上最高の成功をもたらしている。
父系にイタリア、母系にスペインにルーツを持つ。

## 選手経歴

### クラブ

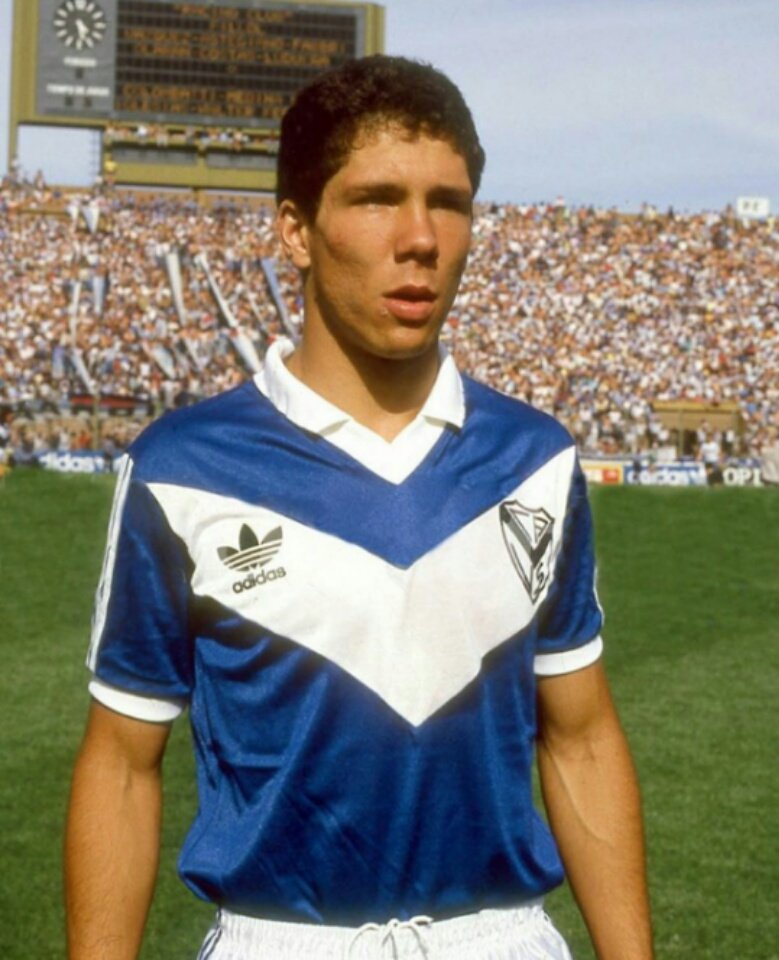
ベレス・サルスフィエルドでのシメオネ(1987年)

1987年にCAベレス・サルスフィエルドからデビューし、その後はイタリアとスペインで長くプレーした。
1990年に初めてヨーロッパに渡り、ミルチェア・ルチェスクが監督を務めるイタリアのACピサ1909に移籍。スペイン・リーガ・エスパニョーラのセビージャを経て、1994年にアトレティコ・マドリードに移籍すると、1995-96シーズンにはリーグ戦とコパ・デル・レイの2冠を達成した。
1997年に再びセリエAに戻り、インテルではロナウドらとともにプレーした。1998年のUEFAカップでは、決勝でラツィオを3-0で破って優勝した。
1999年、スヴェン＝ゴラン・エリクソン監督が率いるラツィオに移籍し、ベテランのセンシーニ、アルメイダ、クレスポ、優れたパス技術を持つベロンなど多くのアルゼンチン人選手たちとともにプレーした。彼らのチームはシメオネの加入とともにスクデット争いに加わり、シメオネはユヴェントスFCとの白熱した首位争い参加に貢献した。最終節を前にして勝ち点2差を付けられていたが、ユヴェントスは雨中のペルージャ・カルチョ戦に敗れ、ラツィオはホームのスタディオ・オリンピコ・ディ・ローマでレッジーナ1914相手に会心の勝利を挙げたため、自身初となるセリエAのタイトルを手に入れた。
1999-2000シーズンはコッパ・イタリアでも決勝でインテルを破って優勝し、スペイン時代に続く2冠を達成した。その後、2002-03シーズンまでラツィオでプレーした。2001-02シーズン最終節のインテル戦では古巣相手にゴールを決め、インテルのリーグ制覇の夢を打ち砕いた。
2003年にアトレティコ・マドリードに復帰し、2シーズンプレーした後に母国のラシン・クラブに移籍した。ファンであるラシン・クラブで引退するという願いが叶い、長い選手生活を終え、2006年に引退した。

### 代表
1996年にはアトランタオリンピックに出場して銀メダルを獲得した。
1988年にオーストラリア戦でアルゼンチン代表デビューしてから2002年までに106試合に出場し、アルゼンチン代表の当時の最多出場記録を更新した。1991年と1993年にはコパ・アメリカで優勝し、1994 ワールドカップ、1998 ワールドカップ、2002 ワールドカップと3度のワールドカップ出場を果たしている。
1992年のキング・ファハド・カップでは決勝で得点した。1994年のワールドカップでは全4試合でフル出場、グループリーグ初戦のギリシャ戦で1アシストを決めた。
1998 ワールドカップではグループリーグのジャマイカ戦でガブリエル・バティストゥータのゴールをアシスト、決勝トーナメント1回戦のイングランド戦では、ファウルを得てPKを獲得、またシメオネを蹴ったデヴィッド・ベッカムが報復行為とみなされて退場処分を受けた。シメオネは後に、ベッカムを退場に追い込むために痛がる振りをしたことを認めている。次戦の準々決勝のオランダ戦ではタックルを受けて実際に負傷した。最後の国際大会となった2002 ワールドカップは2試合に先発したが、グループリーグ最終戦のスウェーデン戦では出場が無く、チームは敗退に終わった。

## プレースタイル
機動力があり、空中での動きがよく、ボールを奪うことも攻撃の起点となることもできる、粘り強く、多才で、努力家で、攻守において完璧なミッドフィルダーとみなされていた。そのため、キャリアを通じて中盤のどこでもプレーすることができたが、通常は中央でボックス・トゥ・ボックスや守備的なミッドフィルダーの役割を担っていた。 才能がありながらも戦闘的な選手である彼は、主にリーダーシップ、戦術的な多才さ、知性、強さ、スタミナで知られていたが、テクニック、視野の範囲の広さでも評論家から称賛されていた。シメオネは、自分のスタイルを「歯の間にナイフを挟んでいる」と表現した。彼が影響を受けた選手は、ブラジル人MFファルカンとドイツ人MFローター・マテウスであった。

## 指導者経歴

### ラシン・クラブ
2006年2月17日の試合で現役を終えると同時にラシン・クラブの監督に就任。シーズン終了後にクラブの会長が交代したことに伴い、レイナルド・メルロに後任の座を譲った。

### エストゥディアンテス・デ・ラ・プラタ
2006年5月18日、エストゥディアンテス・デ・ラ・プラタ監督に就任した。12月13日のボカ・ジュニアーズとのシーズン最終戦（優勝決定戦となった）に2-1で勝利し、アペルトゥーラ2006ではクラブを23年ぶりのリーグ優勝に導いた。同年10月にOle紙が行った投票でアルゼンチンリーグの最優秀監督に選ばれ、元アルゼンチン代表のロベルト・ペルフーモに「生まれながらの監督」と称された。アペルトゥーラ2007では低調なスタートとなり、9試合無敗でシーズンを終えたものの、優勝争いに加わることができず、シーズン終了後に退任した。

### リーベル・プレート
2007年12月15日、ダニエル・パサレラの後任としてリーベル・プレートの監督に就任した。コパ・リベルタドーレスでは決勝トーナメント1回戦でサン・ロレンソ・デ・アルマグロとの同国対決に敗れて早期敗退したが、クラウスーラ2008ではエスタディオ・モヌメンタルで行われた最終節でクラブ・オリンポを2-1で下して優勝した。同年のコパ・スダメリカーナではウルグアイのデフェンソール・スポルティングなどを下して準々決勝に進出したが、準々決勝でメキシコのグアダラハラに敗れてベスト8に終わった。国内リーグでも11試合連続未勝利となって最下位に低迷し、2008年11月7日に辞任した。

### サン・ロレンソ・デ・アルマグロ
2009年4月15日、コパ・リベルタドーレス1回戦で敗退して解任されたミゲル・アンヘル・ルッソの後任としてサン・ロレンソ・デ・アルマグロ監督に就任した。2010年4月3日、成績不振と積み重なる批判の責任を取って辞任した。

### カルチョ・カターニア
2011年1月、解任されたマルコ・ジャンパオロの後任としてセリエAのカルチョ・カターニアの監督に就任した。セリエA残留という目標を果たし、2010-11シーズン終了後の2011年6月1日にカルチョ・カターニアの職を離れた。

### ラシン・クラブ
2011年6月21日、ルッソの後任としてラシン・クラブの監督に復帰した。

### アトレティコ・マドリード
2011-12シーズン途中の2011年12月23日、グレゴリオ・マンサーノを監督から解任した古巣アトレティコ・マドリードから後任のオファーを受けて監督に就任、1年半の契約を結んだ。ヨーロッパリーグ 2011-12では、指揮をした全9試合に勝利をし優勝に導いた。
2012-13シーズンの2012年8月31日、チェルシーを4-1で破り、UEFAスーパーカップを制覇した。国内リーグでは、前半戦をバルセロナに次ぐ2位で終え、ライバルのレアル・マドリードを上回る好成績を収めた。最終的にチームをリーグ3位に導き、当時のアトレティコにとって17年間で最高の成績となった。2013年5月17日、サンティアゴ・ベルナベウでレアル・マドリードを2-1で破り、コパ・デル・レイを制した。2013年3月には契約を2017年まで4年間延長したことが発表された。
2013-14シーズン、も前シーズンと同じようなチーム編成で開幕した。リーグ開幕前のスーペルコパ・デ・エスパーニャでバルセロナに敗れたが、リーグ戦開幕8連勝を記録し、クラブ史上最高のスタートを切った。この中には、レアル・マドリードとのアウェーでの1-0の勝利も含まれており、1999年のクラウディオ・ラニエリ以来、アトレティコの監督として初めて、サンティアゴ・ベルナベルでのリーグ戦勝利を記録、ダービー連勝は、63年ぶりだった。リーガ首位でシーズン前半戦を終え、勝ち点47でバルセロナと同点となった。バルセロナとの優勝争いは最終節までもつれ込み、最終節、カンプ・ノウでのバルセロナ戦では優勝には引き分け以上が必要となった。48分にコーナーキックからのディエゴ・ゴディンのヘディングでの同点ゴールをもたらし、引き分け、アトレティコが1996年以来のリーグ10度目のタイトルを獲得した。アトレティコの選手、監督両方でリーグ優勝を経験したのは、ルイス・アラゴネスに次いで2人目だった。シメオネ監督の下、アトレティコはリーグ戦で勝ち点90を獲得し、1996年の勝ち点87を上回り、2013-14シーズンはクラブ史上最も成功したシーズンとなった。チャンピオンズリーグ 2013-14では、グループステージで首位に立ち、ラウンド16でミランを5-1破り、準々決勝進出を果たした。アトレティコがチャンピオンズリーグの準々決勝に進出したのは、シメオネが在籍していた1996-97シーズン以来のことだった。準々決勝では、バルセロナを2-1で破り、準決勝ではチェルシーを3-1で破り、クラブ史上2度目、1974年以来のチャンピオンズリーグ決勝進出を果たした。決勝前のチャンピオンズリーグで唯一無敗のチームであり、9勝3敗を記録し、12試合でわずか6失点で、この大会で最高の守備力を誇っていた。2014年5月24日に行われた決勝戦では、リスボンのエスタディオ・ダ・ルスで市内のライバルであるレアル・マドリードと対戦した。ディエゴ・ゴディンのヘディングで先制したものの、93分に同点ゴールを許してしまった。その後、延長戦の末に1-4で敗れ、シメオネはルイス・カルニグリア、エレニオ・エレーラに続く3人目のアルゼンチン人監督としてチャンピオンズリーグ優勝を決勝戦で逃した。決勝ゴールの後、レアル・マドリードのラファエル・ヴァランがシメオネに向かってボールを蹴ったため、シメオネは怒りのあまりピッチに走り出し、退場させられた。シメオネは「自分の反応を間違えてしまった。彼は将来性のある若い男だ」と語った。また、ストライカーのジエゴ・コスタを先発に起用したのは間違いだったと認めた。

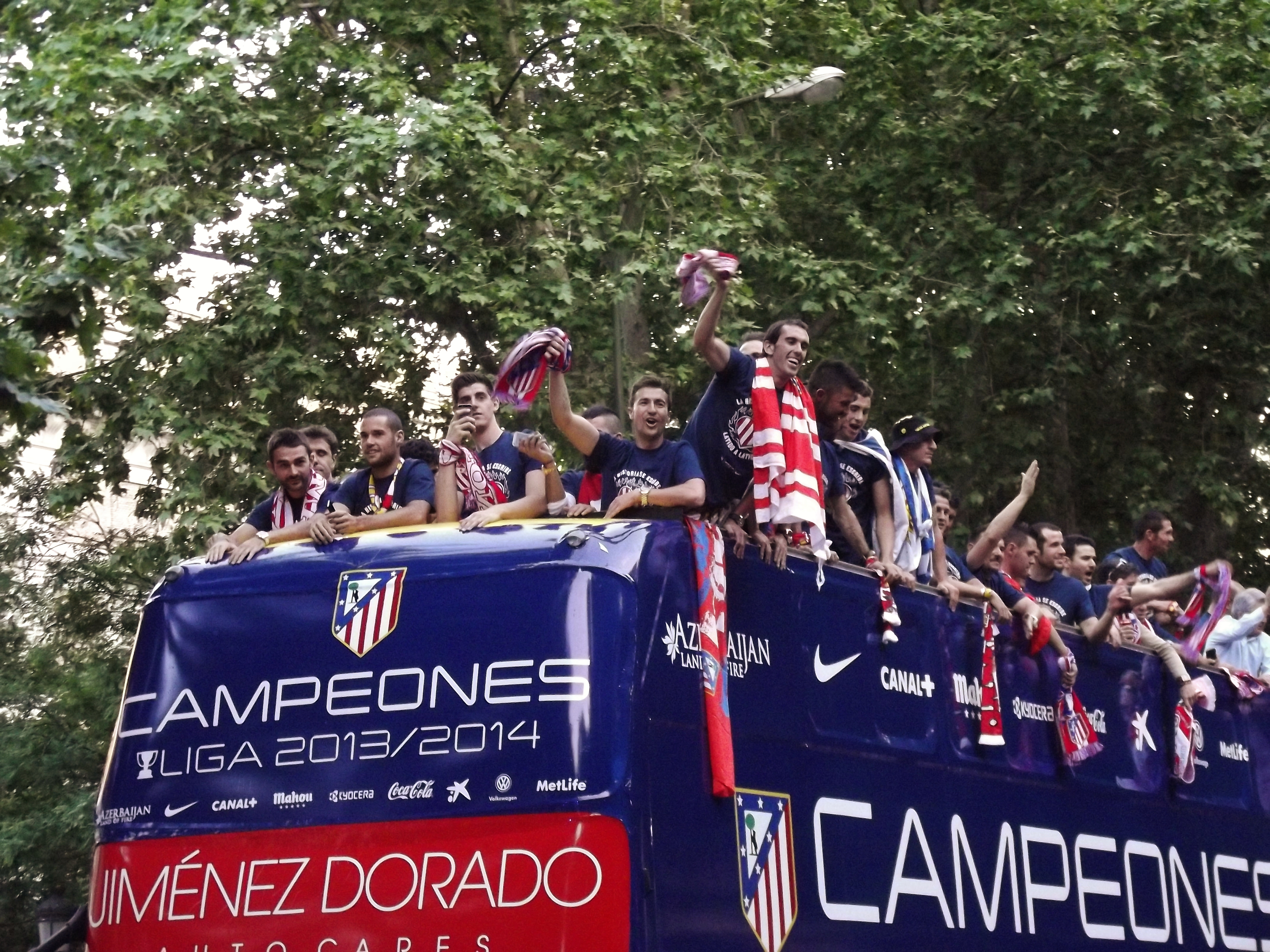
ラ・リーガ優勝を祝うアトレティコの選手たち(2014年)

2014-15シーズン、8月のスーペル・コパではレアル・マドリードを破り、9月のリーグ戦ではベルナベウで前年に続いてのダービーに勝利した。しかし、リーグ戦を3位で終え、チャンピオンズリーグ準々決勝でレアル・マドリードに1-0で敗れ、アグリゲーションで敗退した。
2015-16シーズンは、ヤン・オブラクを始めとした守備陣の奮闘もあり、リーグ戦38試合で18失点のみとヨーロッパの5大リーグで最高の守備成績を残した。また、最も多くのクリーンシートを記録したチームでもあった。最終節までバルセロナ、レアル・マドリードとリーグタイトルを争っていたが、勝ち点88で3位に沈んだ。チャンピオンズリーグでは、アトレティコを3シーズンぶり2度目のチャンピオンズリーグ決勝に導いた。ラウンド16でPSVをPK戦で破り、ディフェンディングチャンピオンのバルセロナを3-2で破り、アウェイゴールでバイエルン・ミュンヘンを2-2で下し、2014年の決勝以来2年ぶりに再びレアル・マドリードと対戦することになった。決勝戦では延長戦の末、1-1のまま終了し、PK戦となった。フアンフランが唯一キックを外し、クリスティアーノ・ロナウドがレアルの最後のPKを決め、アトレティコは3シーズンぶり2度目のチャンピオンズリーグ決勝敗退を喫した。
2016-17シーズンは、リーグ戦では再び3位に終わり、UEFAチャンピオンズリーグ準決勝では再びレアル・マドリードに敗れた。
2017-18シーズン、リーグ戦では、バルセロナに次ぐ2位に終わった。チャンピオンズリーグ 2017-18では、グループステージで3位となり敗退。ヨーロッパリーグ 2017-18に出場し、決勝でマルセイユを破りチームは優勝するも、準決勝アーセナル戦1stレグで退場処分となり、2ndレグと決勝ではベンチ入り出来なかった。2017年9月5日、アトレティコとの契約を2020年6月まで2年延長した。
2018-19シーズン、リーグ戦では再びバルセロナに次ぐ2位に終わった。チャンピオンズリーグ2018-19では、決勝トーナメントに進出し、ユヴェントスにホームでの1stレグを2-0で勝利したものの、2ndレグではクリスティアーノ・ロナウドに3得点決められれ、3-0で敗れた。2019年2月14日、アトレティコと契約を2020年まで延長した。
2019-20シーズンは、試合形式の変わったスーペルコパ・デ・エスパーニャでは、バルセロナを破り決勝に進出するも、レアル・マドリードに敗れ準優勝となった。リーグ戦では、一時はチャンピオンズリーグ出場圏内獲得が危ぶまれたが、コロナウイルスによるリーグ戦再開後は11試合無敗で、最終的にはレアル・マドリード、バルセロナに次ぐ3位に終わった。2020年6月27日、デポルティーボ・アラベスを2-1で下し、スペインサッカーのトップリーグで195試合目の勝利を収めた。この勝利により、ルイス・アラゴネス（194勝）を抜いて、クラブ史上最多のリーガ勝利数を誇る監督となった。7月7日、セルタ戦（リーガ323試合目）で、ジョン・トシャックを抜いて、スペインサッカーのトップリーグの歴史上、1つのクラブで最も多くの試合を指揮した3人目の監督となった（ミゲル・ムニョス（レアル・マドリード、424試合）、ルイス・アラゴネス（アトレティコ・マドリード、407試合））。チャンピオンズリーグ 2019-20では、ラウンド16で前回王者のリヴァプールを破り、準々決勝に進出するも、準々決勝ではライプツィヒに敗れ、ベスト8に終わった。
2020-21シーズン開幕前に新型コロナウイルス陽性と発表され無症状だったが自宅にて待機した。10月17日にセルタ・デ・ビーゴとのアウェイ戦でリーグ通算200勝目を達成した。11月21日、就任以来リーグ戦17戦未勝利だったバルセロナ戦で、1-0で初勝利した。就任から9年目を迎えた2020年12月30日、ヘタフェ戦でアトレティコでの公式戦で500試合目の指揮となった。  通算成績は301勝118分け81敗。そしてリーグ最終節で激戦を制し、7年ぶりの優勝に導いた。好成績の結果、クラブとの契約を2024年6月末まで延長した。
2021-22シーズンの2022年2月13日、ラ・リーガでヘタフェCFと対戦し、4-3で勝利したことで、フェルディナンド・ダウチークを抜いてラ・リーガにおける外国人監督としてのリーグ最多勝利を挙げた監督となった。
2022-23シーズン、2023年3月4日のセビージャ戦でルイス・アラゴネスの612試合を抜いてチームの歴代監督として最多の試合数を指揮したこととなった。
2023-24シーズン途中の2023年11月、アトレティコと2027年6月までの契約延長に合意した。

## 戦術・人物

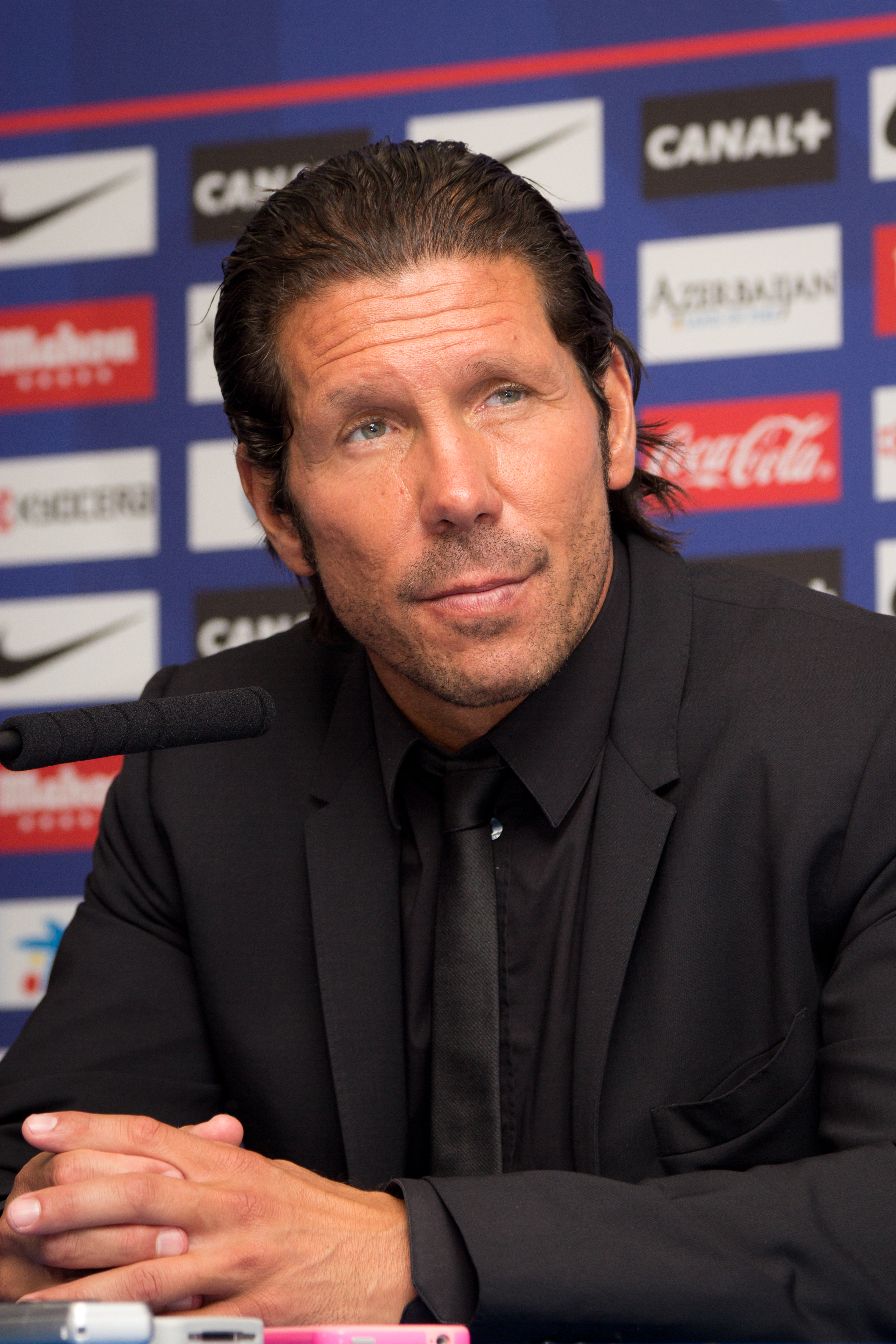
アトレティコの監督として試合後の記者会見に臨むシメオネ（2013年）

シメオネの思想・哲学を表した「チョリスモ」（シメオネ主義）と呼ばれる徹底守備の堅守速攻スタイルが特徴であり、アトレティコ・マドリードではカテナチオ・堅守速攻を重視する。2022年4月6日のマンチェスター・シティFC戦などにて5-5-0フォーメーションのパーク・ザ・バスも使用している。アトレティコ・マドリードではリトリートで自陣に撤退し、強度のあるプレスで堅守を徹底し失点を最小限に抑え、隙があれば速攻を仕掛けて最小限の力で得点し、最小限の得点力で手堅く常勝することで勝ち点を積み重ねる。シメオネは決断スピード・細部への注意力・変化適応力を持ち、アグレッシブさも特徴的で「泥が見えたら、私はすぐに飛び込む。サッカーの世界で生まれる挑戦が好きだ」と語っている。合理主義的な徹底したリアリストであり「綺麗なサッカー」よりも合理的な「より良いサッカー」を重視している。
基本フォーメーションは4-4-2で（2020年からは3バックと5バックも使用）、コンパクトなローライン（最終ラインのみハイライン）とゾーンディフェンスを使用していた。相手チームがボールを保持している場合は中央から片方のサイドに集中してハードなプレスをかける。逆サイドのSBも片方のサイドへスライドし、ローリスクのために残りのDF3人で後方を固める。プレス失敗時は素早く自陣にリトリートし強固な鉄壁を築く。相手選手をサイドへ追い込み、中央にボールが入った場合はトラップが発動し相手選手を囲い込む。ボール奪取後は流動的な4-2-2-2フォーメーションとなり、フォワードは時折サイドにシフトして更にスペースを作る。シメオネの堅守は徹底した物であるため、選手には不可欠なハードワークと規律を求め、逆境の中でチームを勝利に導く。
5バックでは完全な堅牢カテナチオで堅守を徹底し、失点を最小限にし、最低限でも引分に持ち込む事が特徴的であり、その戦術で効率的にリーグ上位を維持する。
クラウディオ・ラニエリ率いる2015-16シーズンのプレミアリーグ優勝チームのレスター・シティFCはコンパクトな4-4-2で強豪相手に勝利を挙げ、シメオネのアトレティコ・マドリードと比較されてきた。シメオネは2006年のエストゥディアンテス・デ・ラ・プラタ監督時に4-4-2を初使用した。アトレティコ・マドリードでは相手にセットプレーからチャンスを作らせない一方でセットプレーからのチャンスメイクを重視し、アトレティコ・マドリードが2013-14シーズンのリーガタイトル獲得時での1点を含め重要なゴール数個はセットプレーによる物である。2015-16 UEFAチャンピオンズリーグ準決勝のFCバイエルン・ミュンヘン戦では1-0でリードされている時に4-4-2から4-1-4-1にフォーメーションを変更し、CAリーベル・プレート監督時には攻撃的な3-3-1-3を使用し、カルチョ・カターニャを指揮した際には4-2-3-1と4-3-1-2を使い分けた。「硬直した戦術で自分を化石化させたくない」と語っている。
少年時代からラシン・クラブのサポーターであり、CAベレス・サルスフィエルドのユース出身であったがラシン・クラブで引退することを選び、ラシン・クラブへの移籍時にCAベレス・サルスフィエルドのサポーターから反感を買った。少年時代に好きだった選手はパウロ・ロベルト・ファルカン、ウーゴ・サバグノ、ホセ・ベルタ。コーチングについて影響を受けた人物はマルセロ・ビエルサ、スヴェン＝ゴラン・エリクソン、アルフィオ・バシーレ、ビクトリオ・スピネット、ルイジ・シモーニ、カルロス・ビラルド、ラドミル・アンティッチ。
3男2女の子供のうち、長男ジョバンニ・シメオネ、次男ジャンルカ・シメオネ、三男ジュリアーノ・シメオネの3人は、全員がFWのポジションを務めるサッカー選手である。
ディエゴ・ゴディンはシメオネについて「選手たちは彼（シメオネ）のために死ぬだろう。彼は我々がもっと大きなチームと競い合えるという確信を与えてくれる。私たちは彼に大きな自信を持っており、私たちは死ぬまで彼と一緒にいるし、彼も私たちと一緒にいる。チーム全体が監督に自信を持っていると信じているし、自分たちが進むべき道を全員が知っている。そうやって物事を成し遂げる。」と語っている。

## 個人成績
出典
| クラブ                   | シーズン     | リーグ                   | リーグ | リーグ | カップ | カップ | スーパーカップ | スーパーカップ | 国際カップ | 国際カップ | 通算 | 通算 |
| クラブ                   | シーズン     | ディビジョン             | 出場   | 得点   | 出場   | 得点   | 出場           | 得点           | 出場       | 得点       | 出場 | 得点 |
| ------------------------ | ------------ | ------------------------ | ------ | ------ | ------ | ------ | -------------- | -------------- | ---------- | ---------- | ---- | ---- |
| ベレス・サルスフィエルド | 1987–88      | プリメーラ・ディビシオン | 28     | 4      |        |        |                |                |            |            |      |      |
| ベレス・サルスフィエルド | 1988–89      | プリメーラ・ディビシオン | 16     | 2      |        |        |                |                |            |            |      |      |
| ベレス・サルスフィエルド | 1989–90      | プリメーラ・ディビシオン | 32     | 8      |        |        |                |                |            |            |      |      |
| ベレス・サルスフィエルド | 通算         | 通算                     | 76     | 14     |        |        |                |                |            |            |      |      |
| ピサ                     | 1990–91      | セリエA                  | 31     | 4      | 1      | 0      | —              | —              | —          | —          | 32   | 4    |
| ピサ                     | 1991–92      | セリエB                  | 24     | 2      | 1      | 0      | —              | —              | —          | —          | 25   | 2    |
| ピサ                     | 通算         | 通算                     | 55     | 6      | 2      | 0      | 0              | 0              | 0          | 0          | 57   | 6    |
| セビージャ               | 1992–93      | ラ・リーガ               | 33     | 4      | 0      | 0      | —              | —              | —          | —          | 33   | 4    |
| セビージャ               | 1993–94      | ラ・リーガ               | 31     | 8      | 0      | 0      | —              | —              | —          | —          | 31   | 8    |
| セビージャ               | 通算         | 通算                     | 64     | 12     | 0      | 0      |                |                |            |            | 64   | 12   |
| アトレティコ・マドリード | 1994–95      | ラ・リーガ               | 29     | 6      | 8      | 2      | —              | —              | —          | —          | 37   | 8    |
| アトレティコ・マドリード | 1995–96      | ラ・リーガ               | 37     | 12     | 8      | 0      | —              | —              | —          | —          | 45   | 12   |
| アトレティコ・マドリード | 1996–97      | ラ・リーガ               | 32     | 3      | 3      | 0      | 2              | 0              | 7          | 4          | 44   | 7    |
| アトレティコ・マドリード | 通算         | 通算                     | 98     | 21     | 19     | 2      | 2              | 0              | 7          | 4          | 126  | 27   |
| インテル・ミラノ         | 1997–98      | セリエA                  | 30     | 6      | 2      | 0      | —              | —              | 9          | 1          | 41   | 7    |
| インテル・ミラノ         | 1998–99      | セリエA                  | 27     | 5      | 7      | 0      | —              | —              | 9          | 2          | 43   | 7    |
| インテル・ミラノ         | 通算         | 通算                     | 57     | 11     | 9      | 0      | 0              | 0              | 18         | 3          | 84   | 14   |
| ラツィオ                 | 1999–00      | セリエA                  | 28     | 5      | 7      | 2      | —              | —              | 12         | 0          | 47   | 7    |
| ラツィオ                 | 2000–01      | セリエA                  | 30     | 2      | 2      | 0      | 1              | 0              | 8          | 1          | 41   | 3    |
| ラツィオ                 | 2001–02      | セリエA                  | 8      | 1      | 0      | 0      | —              | —              | 5          | 0          | 13   | 1    |
| ラツィオ                 | 2002–03      | セリエA                  | 24     | 7      | 3      | 0      | —              | —              | 7          | 0          | 34   | 7    |
| ラツィオ                 | 通算         | 通算                     | 90     | 15     | 12     | 2      | 1              | 0              | 32         | 1          | 135  | 18   |
| アトレティコ・マドリード | 2003–04      | ラ・リーガ               | 28     | 2      | 4      | 0      | —              | —              | —          | —          | 32   | 2    |
| アトレティコ・マドリード | 2004–05      | ラ・リーガ               | 8      | 0      | 1      | 0      | —              | —              | 6          | 1          | 15   | 1    |
| アトレティコ・マドリード | 通算         | 通算                     | 36     | 2      | 5      | 0      | 0              | 0              | 6          | 1          | 47   | 3    |
| ラシン                   | 2004–05      | プリメーラ・ディビシオン | 17     | 2      |        |        |                |                |            |            |      |      |
| ラシン                   | 2005–06      | プリメーラ・ディビシオン | 20     | 1      |        |        |                |                |            |            |      |      |
| ラシン                   | 通算         | 通算                     | 37     | 3      |        |        |                |                |            |            |      |      |
| キャリア通算             | キャリア通算 | キャリア通算             | 513    | 84     |        |        |                |                |            |            |      |      |

## 代表歴

### 出場大会
- アルゼンチン代表
  - 1994 FIFAワールドカップ
  - 1998 FIFAワールドカップ
  - 2002 FIFAワールドカップ

### 試合数
- 国際Aマッチ 104試合 10得点（1988年-2002年）[51][52]

| アルゼンチン代表 | 国際Aマッチ | 国際Aマッチ |
| 年               | 出場        | 得点        |
| ---------------- | ----------- | ----------- |
| 1988             | 2           | 1           |
| 1989             | 3           | 0           |
| 1990             | 1           | 0           |
| 1991             | 9           | 2           |
| 1992             | 3           | 1           |
| 1993             | 13          | 1           |
| 1994             | 10          | 0           |
| 1995             | 8           | 2           |
| 1996             | 5           | 1           |
| 1997             | 9           | 1           |
| 1998             | 11          | 0           |
| 1999             | 11          | 1           |
| 2000             | 11          | 0           |
| 2001             | 6           | 0           |
| 2002             | 2           | 0           |
| 通算             | 104         | 10          |

## 監督成績
2023年11月7日現在
| クラブ                   | 国               | 就任           | 退任           | 記録 | 記録 | 記録 | 記録 | 記録   |
| クラブ                   | 国               | 就任           | 退任           | 試   | 勝   | 分   | 敗   | 勝率   |
| ------------------------ | ---------------- | -------------- | -------------- | ---- | ---- | ---- | ---- | ------ |
| ラシン                   | アルゼンチンの旗 | 2006年2月18日  | 2006年5月4日   | 14   | 5    | 3    | 6    | 035.71 |
| エストゥディアンテス     | アルゼンチンの旗 | 2006年5月18日  | 2007年12月3日  | 60   | 34   | 15   | 11   | 056.67 |
| リーベル・プレート       | アルゼンチンの旗 | 2007年12月15日 | 2008年11月7日  | 45   | 20   | 13   | 12   | 044.44 |
| サン・ロレンソ           | アルゼンチンの旗 | 2009年1月19日  | 2010年4月3日   | 50   | 22   | 9    | 19   | 044.00 |
| カターニア               | イタリアの旗     | 2011年1月19日  | 2011年6月1日   | 18   | 7    | 3    | 8    | 038.89 |
| ラシン                   | アルゼンチンの旗 | 2011年6月21日  | 2011年12月23日 | 20   | 8    | 10   | 2    | 040.00 |
| アトレティコ・マドリード | スペインの旗     | 2011年12月23日 |                | 643  | 380  | 148  | 115  | 059.10 |
| 合計                     | 合計             | 合計           | 合計           | 850  | 476  | 201  | 173  | 056.00 |

## タイトル

### 選手時代

#### クラブ
アトレティコ・マドリード
- プリメーラ・ディビシオン : 1995-96
- コパ・デル・レイ : 1995-96

インテル
- UEFAカップ : 1997-98

ラツィオ
- UEFAスーパーカップ : 1999
- セリエA : 1999-2000
- コッパ・イタリア : 1999-2000
- スーペルコッパ・イタリアーナ : 2000

#### 代表
アルゼンチン代表
- コパ・アメリカ : 1991 , 1993
- キング・ファハド・カップ : 1992
- オリンピック 銀メダル : 1996

#### 個人
- Trofeo EFE : 1995-96

### 指導者時代

#### クラブ
エストゥディアンテス・デ・ラ・プラタ
- アルゼンチン・プリメーラ・ディビシオン : 2006 アペルトゥーラ

リーベル・プレート
- アルゼンチン・プリメーラ・ディビシオン : 2008 クラウスーラ

アトレティコ・マドリード
- プリメーラ・ディビシオン : 2013-14, 2020-21
- コパ・デル・レイ : 2012-13
- スーペルコパ・デ・エスパーニャ : 2014
- UEFAヨーロッパリーグ : 2011-12, 2017-18
- UEFAスーパーカップ : 2012, 2018

#### 個人
- ヨーロッパシーズン最優秀監督（英語版） : 2011-12
- ラ・リーガ月間最優秀監督（英語版） :  2013年10月 , 2015年11月 , 2017年3月
- ラ・リーガ年間最優秀監督（英語版） :  2012–13 ,  2013–14 ,  2015–16
- ミゲル・ムニョス賞 : 2013-14 , 2015-16
- Facebook/Marca Football Award : 2016[53]
- IFFHS 世界最優秀監督 : 2016
- グローブ・サッカー・アワード（英語版） 年間最優秀監督賞 : 2017[54]

## 著書
- 『シメオネ超効果 リーダーの言葉で今あるチームは強くなる』（ソル・メディア、2014年、ISBN 978-4905349228）